# Colonia Caroya
Colonia Caroya è una città argentina della Provincia di Córdoba, nel dipartimento Colón, a 50 km dalla capitale provinciale Córdoba. È un importante centro turistico della provincia, sviluppatosi ai bordi della Avenida San Martín, una arteria stradale lunga 13 chilometri bordeggiata da platani centenari (la maggior strada di questo tipo in tutto il paese).
Colonia Caroya ha una superficie di 75,45 chilometri quadri, dei quali 5,75 relativi alla zona urbana, e conta circa 20.000 abitanti. Ha un indice di crescita demografica del 7% annuo, che la rende una delle località più in crescita della provincia di Córdoba.

## Storia
Il nucleo della fattoria di Caroya (una estancia, cioè un grande possedimento agricolo), fondata dai Gesuiti nel XVII secolo fu il luogo scelto dai primi immigrati friulani e di alcune provincie del Veneto (Vicenza, Treviso e Belluno) nel 1878 e da qui si è originata la Colonia Caroya.
Caroya fu il primo stabilimento rurale organizzato dalla Compagnia di Gesù nel 1616, nel 1661 fu acquistato da Ignacio Duarte Quirós, fondatore del Colegio Convictorio de Monserrat, dondandola in seguito per la realizzazione di una struttura educativa e residenziale per le vacanze.
Fra il 1814 e il 1816 divenne una fabbrica di armi bianche per l'Esercito del Nord, durante la guerra per l'indipendenza argentina. Nel 1854 la proprietà passò al governo che, sotto la presidenza di Nicolás Avellaneda, fu data in concessione per costituire una colonia di immigrati provenienti dal Friuli, cosicché le strutture funzionarono da albergo per ospitare gli immigrati fino alla costruzione delle case che dettero origine alla cittadina attuale.
La fattoria (Estancia Jesuítica Caroya) comprende la Residenza, un ampio chiostro centrale, una piccola cappella di pietra dedicata a Sant'Ignazio di Loyola, il perchel (deposito di cuoio, lana e grano), il lago artificiale (embalse) Tajamar, le rovine del mulino e i canali.
La fattoria è stata dichiarata dall'UNESCO Patrimonio dell'umanità.

## Popolazione
A Colonia Caroya risiedono 16.168 abitanti (Indec , 2010), che rappresenta un aumento del 17% rispetto ai 13.806 abitanti (Indec , 2001) del censimento precedente. Forma un agglomerato urbano con la città di Jesús María, chiamata Jesús María - Colonia Caroya , che conta 47.770 abitanti (Indec , 2010).
Abitanti censiti

## Economia
La città di Caroya si caratterizza per i suoi eccellenti prodotti alimentari artigianali o quasi artigianali come i salami,  codeguines / codeghini derivati dei cotechini, e dolci e vini (molte volte elaborati per fattorie cooperative).

## Folklore
Ogni anno la città di Caroya diviene la capitale del ”Friuli nel mondo”, ed è sede d’importanti feste che ricreano le tradizioni degli immigranti italiani. A febbraio si svolge la “Festa nazionale dell’orto-frutticoltura”, a marzo la “Festa provinciale della vendemmia” e la “Festa nazionale della sagra”, a luglio la “Festa dei cibi tipici Caroyensi” e a ottobre la “Festa provinciale del salame casereccio”.

## Monumenti
Su Corso Generale San Martín vi è il Monumento all'Immigrante inaugurato nel 1978, nel centenario della fondazione della città. Il gruppo scultoreo rappresenta una coppia di coloni italiani, mentre scrutano l’orizzonte della terra argentina.
La chiesa parrocchiale, dedicata alla Vergine Maria Madre di Montserrat, patrona di Colonia Caroya, fu inaugurata nel 1896.

## Cultura
A Colonia Caroya è presente il Museo Permanente della Friulanità di Córdoba appartenente al Centro Friulano di Colonia Caroya.